# Killer Karnickel
Killer Karnickel (eigentlich: Killer Karnickel und die Jagd nach der Magischen Karotte, alternative Schreibweise: Killer-Karnickel) ist ein humoristisches Kartenspiel von Jeffrey Neil Bellinger mit Illustrationen von Jonathan Young aus dem Jahr 2002, das in Deutschland seit 2006 von Pegasus Spiele vertrieben wird. In den USA erscheint das Spiel als Killer Bunnies bei Playroom Entertainment. Zu dem deutschsprachigen Basisspiel existieren inzwischen mehrere Erweiterungen.

## Spielprinzip
Killer Karnickel ist schwarzhumoriges Kartenspiel mit bunten Cartoon-Illustrationen. Neben den großen Hauptspielkarten und kleineren Karten, die Kohl bzw. Wasser symbolisieren, enthält die Spielpackung mehrere zwölfseitige Spielwürfel. Aufgabe der Spieler ist es, eigene Kaninchen (die durch Karten repräsentiert werden) am Leben zu erhalten und die Kaninchen der Mitspieler mithilfe verschiedener, satirischer Waffenkarten (so wird ein „Miniatur-Schwarzes Loch“ als Waffe verwendet, kann aber mit einem „himmlischen Bratenheber“ abgewehrt werden) aus dem Spiel zu befördern. Die eigenen Spielzüge müssen dabei bis zu zwei Runden im Voraus geplant werden. Verschiedene Sonderkarten (im Spiel: Spezial- und Super-Spezial-Karten) können dabei den Spielverlauf unerwartet beeinflussen. Geldwerte Karten (im Spiel: Kaballa-Dolla) werden benötigt, um Kohl und Wasser zu erwerben, was die eigenen Kaninchen gegebenenfalls vor dem Hungertod bewahrt. Im Verlauf des Spiels sammeln die Spieler darüber hinaus Karotten (ebenfalls in Kartenform): Zum Ende des Spiels wird eine dieser Karotten durch eine Zufallsentscheidung zur „magischen Karotte“ bestimmt, deren Besitzer das Spiel gewinnt.

## Erweiterungen
In deutscher Sprache liegen neben der blauen Basisbox, die 110 Spielkarten enthält, sechs Erweiterungen in verschiedenen Farben (silber, weiß, rot, orange, lila, grün) vor, die das Spiel jeweils mit neuen Karten, aber auch mit zusätzlichen Regeln (so kommt mit der roten Erweiterung beispielsweise „Walters Waffenladen“ ins Spiel) ausstatten.